# Чак (Ошская область)
Чак (кирг. Чак) — село в Чон-Алайском районе Ошской области Кыргызстана. Входит в состав Чон-Алайского айылного аймака.

## География
Село расположено в юго-западной части области, в высокогорной зоне, на левом берегу реки Кек-Суу, на расстоянии приблизительно 6 километров (по прямой) к западу от села Дараут-Курган, административного центра района.

## Население
Согласно оценочным данным Национального статистического комитета Кыргызской Республики, численность населения села на начало 2023 года составляла 2726 человек.
| год     | 2009 | 2014 | 2015 | 2020 | 2021 | 2023 |
| ------- | ---- | ---- | ---- | ---- | ---- | ---- |
| человек | 1884 | 2206 | 2249 | 2561 | 2643 | 2726 |